# Signor Tentenna
Signor Tentenna è una canzone della cantautrice catanese Carmen Consoli, estratta come primo singolo dal suo decimo album Eva contro Eva del 2006.
Il brano ha partecipato al Festivalbar 2006.

## Il video
Il video di Signor Tentenna è stato girato da Francesco Fei per la Apnea Film. Nel video che accompagna il brano vengono alternate sequenze della Consoli che esegue il brano insieme al suo gruppo, insieme ad altre che rappresentano la vita di un ipotetico "signor Tentenna", vissuta al contrario. Infatti nelle prime scene l'uomo è visibilmente anziano, per poi apparire più giovane nelle sequenze successive e bambino nel finale.